# Fuxbouddens naturreservat
Fuxbouddens naturreservat är ett naturreservat i Karlskoga kommun i Örebro län.
Området är naturskyddat sedan 2019 och är 36 hektar stort. Reservatet ligger på udden med detta namn i norra delen av Våtsjön och består av äldre barrskog med gott om gammal tall.